# 館野元彦
館野 元彦（たての もとひこ、1970年9月19日 - ）は、日本の俳優である。
劇団銅鑼所属。東京都出身。身長173cm。

## 来歴
東京都立南平高等学校卒業後、青年劇場養成所を経て、1992年4月銅鑼入団。

## 人物
特技はものまね

## 出演

### 舞台
- 『チムドンドン～夜の学校のはなし～』越月渡役（演出：藤井ごう）[1]
- 『蝙蝠傘と南瓜』島霞谷役（演出：詩森ろば）[1]
- 『花火鳴らそか ひらひら振ろか』吾郎役（演出：松本祐子）[1]
- 『いのちの花』アカサカ先生役（演出：齊藤理恵子）[1]
- 『彼の町』館野元彦役（演出：大谷賢治朗）[1]
- 『温室の前』（演出：磯村純）[1]
- 『池袋モンパルナス』小熊秀雄役（演出：野崎美子）[1]
- 『はるなつあきふゆ』（演出：小山ゆうな）[1]
- 『父との旅』（演出：磯村純）[1]
- 『たったいま八月の冥王星で、たったいま八月の地球では』（演出：篠本賢一）[1]
- 『からまる法則』（演出：松本裕子）[1]
- 『遺骨』浅見光彦役（演出：平石耕一）[1]
- 『ハンナのかばん』父ジョージ・カレル役（演出：モニ・ヨセフ）[1]
- 『はい、奥田製作所。』野際研一役（演出：山田昭一）[1]
- 『センポ・スギハァラ　再び夏へ』杉原千畝役（演出：平石耕一）[1]
- 『センポ・スギハァラ』（中国公演）杉原千畝役（演出：平石耕一）[1]
- 『センポ・スギハァラ』ボリスラフ役（演出：平石耕一）[1]
- 『楽園紛争』佐藤哲郎役（演出：黒岩亮）[1]
- 『流星ワゴン』永田一雄1役（演出：磯村純）[1]
- 『Big brother』服部公平役（演出：山田昭一）[1]
- 『俺たちの甲子園』ヤス役（演出：大峰順二）[1]
- 『凍土の鶴よ』矢吹役（演出:早川昭二）[1]
- 『ヨーン･ガブリエル・ボルクマン』エルハルト役（演出：ユールスキィ）[1]
- 『黒い服の未亡人』河合篤志役（演出：平石耕一）[1]
- 『はちまん』浅見光彦役（演出：平石耕一）[1]
- 『泣くな研修医』岩井裕次郎役(演出：齊藤理恵子)[2]
- 『ふしぎな木の実の料理法〜こそあどの森の物語〜』（演出：大澤遊）[3]
- 『月から抜け出したくて』（演出：大西弘記）[4]

### 外部舞台
- 高島・中江藤樹生誕400年記念市民劇『藤の樹と風と』 - 中江藤樹 役[1]